# 康·福利
康·福利（英語：Con Foley，1992年9月19日—），澳大利亚男子橄榄球运动员。他曾代表澳大利亚七人制国家队参加2014年英联邦运动会七人制橄榄球比赛，获得一枚铜牌。他也曾参加2016年夏季奥林匹克运动会。